# Куянли
Куянли (крим. Qoyanlı, «Кролячий», з середини XX століття по 2025 — Папанін) — острів в Україні, в Херсонській області. Площа 9,1 км².
Острів має материкове походження, максимальна висота складає 16,8 м. По берегах наявні абразійні урвища (кліфи) висотою 2-6 м. Південніше розташовані менші острови Камиш та Лисий.

## Історія
Станом на XIX століття острів був заселений ногайцями. На той момент острів був відомий під назвою Куянли. За СРСР на острові розташовувався колгосп імені Івана Папаніна, острів називався Набіркіним, також на Папаніному розташовувалося поселення, що пізніше було розформоване.
В ході російського вторгнення острів був захоплений окупантами.
17 січня 2025 року Кабінет міністрів України перейменував острів Папанін на острів Куянли.

## Флора та фауна
Навесні на острові квітнуть тюльпан Шренка (зокрема жовтий), півники маленькі, рястка Коха, фіялка польова.
У 2018 році китайська компанія організувала на острові розплідник сайгаків.